# Andik Vermansyah
Andik Vermansyah, né le 23 novembre 1991 à Jember en Indonésie, est un footballeur international indonésien, qui évolue au poste de milieu offensif au Bhayangkara FC en Championnat d'Indonésie.

## Biographie

### Carrière en club
Il participe à la Coupe de l'AFC avec l'équipe de Selangor.

### Carrière internationale
Andik Vermansyah compte 31 sélections et 2 buts avec l'équipe d'Indonésie entre 2012 et 2019.
Il est convoqué pour la première fois en équipe d'Indonésie par le sélectionneur national Nil Maizar, pour un match amical contre le Viêt Nam le 16 octobre 2012. Lors de ce match, il commence la rencontre comme titulaire, et sort du terrain à la 74e minute de jeu, en étant remplacé par Hendra Bayauw. La rencontre se solde par un match nul et vierge (0-0).
Il inscrit son premier but avec l'Indonésie le 28 novembre 2012, contre Singapour. Ce match gagné 1-0 rentre dans le cadre de l'AFF Cup 2012 (le championnat d'Asie du Sud-Est). Il inscrit son second but le 25 novembre 2016, contre cette même équipe, lors de l'AFF Cup 2016 (victoire 1-2). L'Indonésie atteint la finale de l'AFF Cup 2016, en étant battu par la Thaïlande à l'issue des matchs aller et retour.

## Palmarès

### En club
- Avec le Selangor FA
  - Vainqueur de la Coupe de Malaisie en 2015
  - Finaliste de la Coupe de Malaisie en 2016

### En sélection
- Finaliste du championnat d'Asie du Sud-Est en 2016

## Statistiques

### Buts internationaux
Le tableau suivant liste les résultats de tous les buts inscrits par Andik Vermansyah avec l'équipe d'Indonésie.